# 엘가 앤더슨

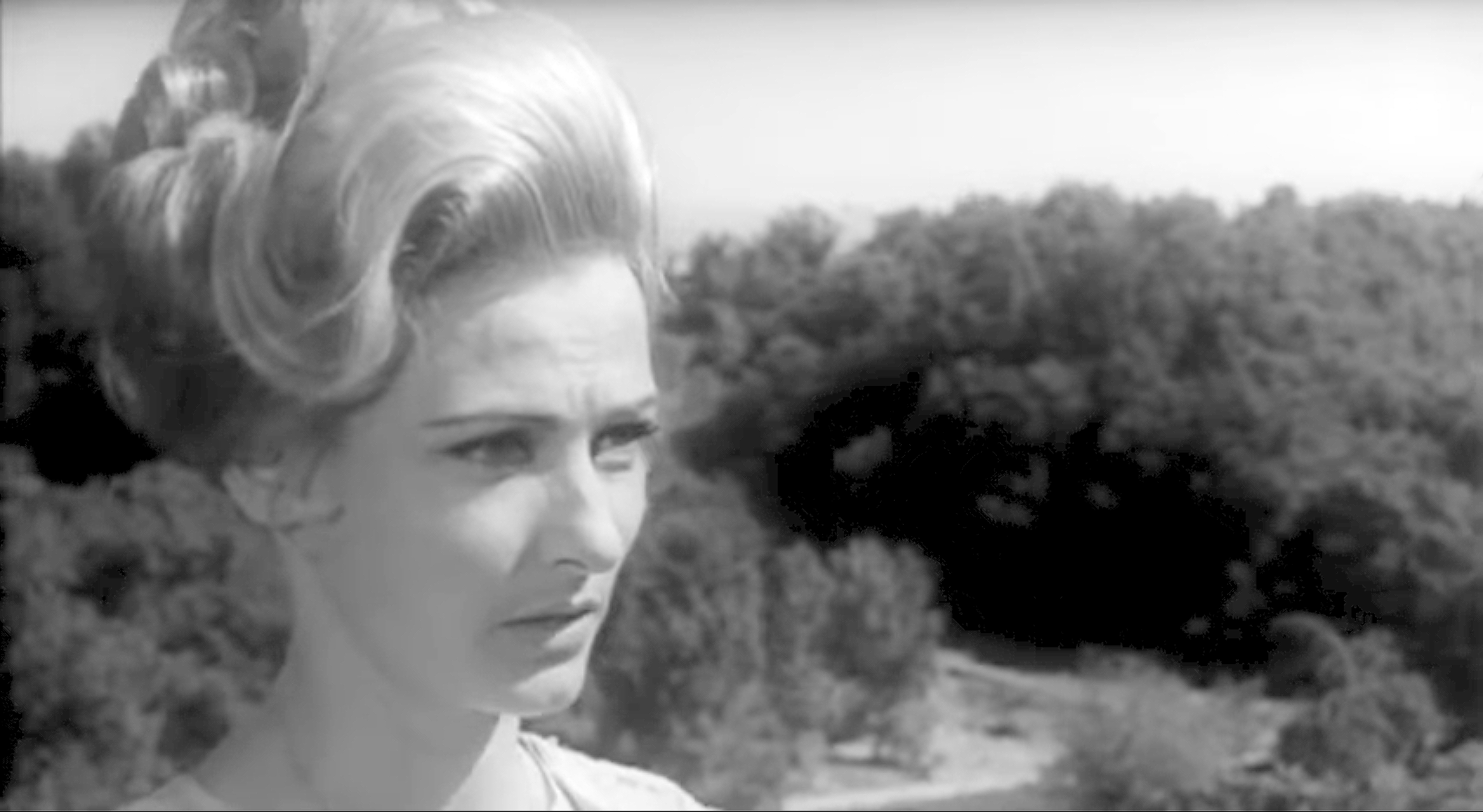

엘가 앤더슨(Elga Andersen, 1935년 2월 2일 ~ 1994년 12월 7일)은 독일의 배우, 가수, 모델, 영화배우, 영화 프로듀서이다.
도르트문트에서 태어났으며 뉴욕에서 사망하였다. 사인은 암이다.

## 영화
- 모스크바의 야간 탈출 (1972년)
- 인 프리즌 어웨이팅 트라이얼 (1971년)
- 르망 (1971년)
- 글로벌 어페어 (1964년)
- 사형대의 엘리베이터 (1958년)
- 슬픔이여 안녕 (1958년)